# 张晓兰 (1965年)
张晓兰（1965年11月—），女，重庆人，中华人民共和国政治人物。四川大学物理系激光物理专业研究生毕业，理学硕士。中国共产党第十八届中央纪律检查委员会委员。曾任共青团中央书记处书记、全国青联副主席、中共甘肃省委常委、省纪委书记。现任全国妇联副主席、书记处书记。

## 生平

### 早年经历
中学毕业后，17岁的张晓兰考入四川大学物理系。1984年11月加入中国共产党。1986年大学毕业后，继续在四川大学攻读激光物理专业研究生，并于1989年获理学硕士学位。1989年7月，被分配到四川省重庆光学机械研究所，任助理工程师；半年后，被借调到四川省重庆市科委政治处工作，开启从政之路。

### 仕途
自1990年，张晓兰曾在四川省重庆市高新开发区工作多年。1998年，在重庆升格为直辖市后，任新成立的重庆高新技术产业开发区管委会主任助理兼招商局局长；1999年6月，升任管委会副主任；2001年12月，兼任重庆高科（集团）有限公司总经理。
2003年7月，任共青团中央书记处书记；后又兼任全国青联副主席、全国少工委常务副主任等职。
2008年7月，任甘肃省人民政府副省长，兼省政法委副书记。2011年9月，任甘肃省人民政府副省长兼中共庆阳市委书记。2012年4月，任中共甘肃省委常委、省纪委书记。
2016年8月，任全国妇联副主席、书记处书记。2018年10月25日，中华全国总工会第十七届执行委员会召开第一次全体会议，选举全总十七届执委会主席、副主席和主席团委员，她当选为全总副主席。